# Aerophiliodes testaceator
Aerophiliodes testaceator är en stekelart som beskrevs av Embrik Strand 1911. Aerophiliodes testaceator ingår i släktet Aerophiliodes och familjen bracksteklar. Inga underarter finns listade i Catalogue of Life.